# Jaraicejo
Jaraicejo là một đô thị trong tỉnh Cáceres, Extremadura, Tây Ban Nha. Theo điều tra dân số 2005 (INE), đô thị này có dân số là 616 người.
39°6′B 5°8′T / 39,1°B 5,133°T